# Mori no Ishimatsu yūrei dōchū
Mori no Ishimatsu yūrei dōchū (森の石松幽霊道中? lett. "Il viaggio del fantasma di Mori no Ishimatsu") è un film del 1959 diretto da Kōzō Saeki.
La pellicola, girata in bianco e nero, non è mai stata distribuita in Italia.